# Saint-Germain-d'Aunay
Saint-Germain-d'Aunay é uma comuna francesa na região administrativa da Normandia, no departamento Orne. Estende-se por uma área de 8,58 km². Em 2010 a comuna tinha 148 habitantes (densidade: 17,2 hab./km²).